# Bifrenaria aureofulva
Bifrenaria aureofulva är en orkidéart som beskrevs av John Lindley. Bifrenaria aureofulva ingår i släktet Bifrenaria och familjen orkidéer. Inga underarter finns listade i Catalogue of Life.

## Bildgalleri

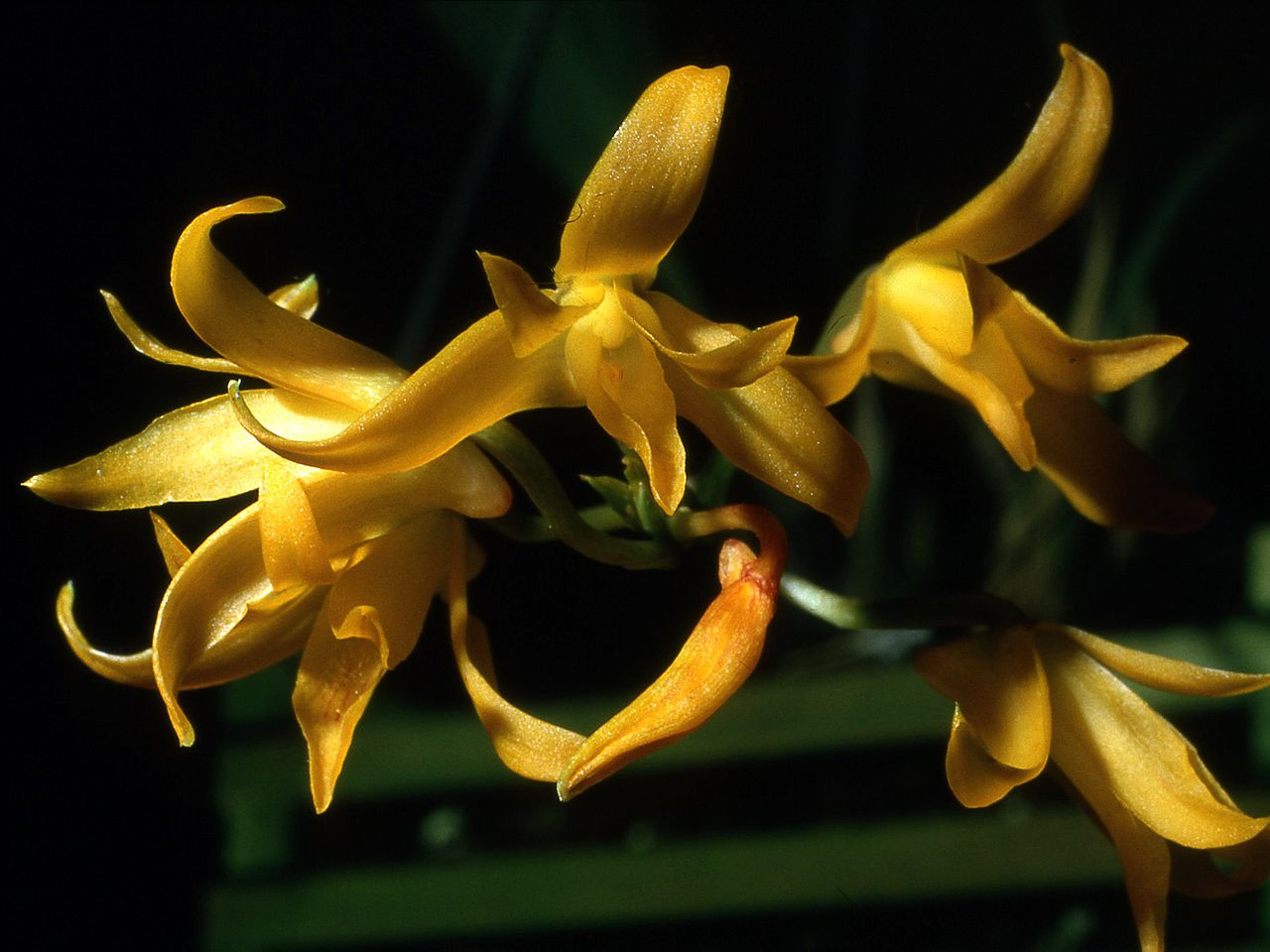
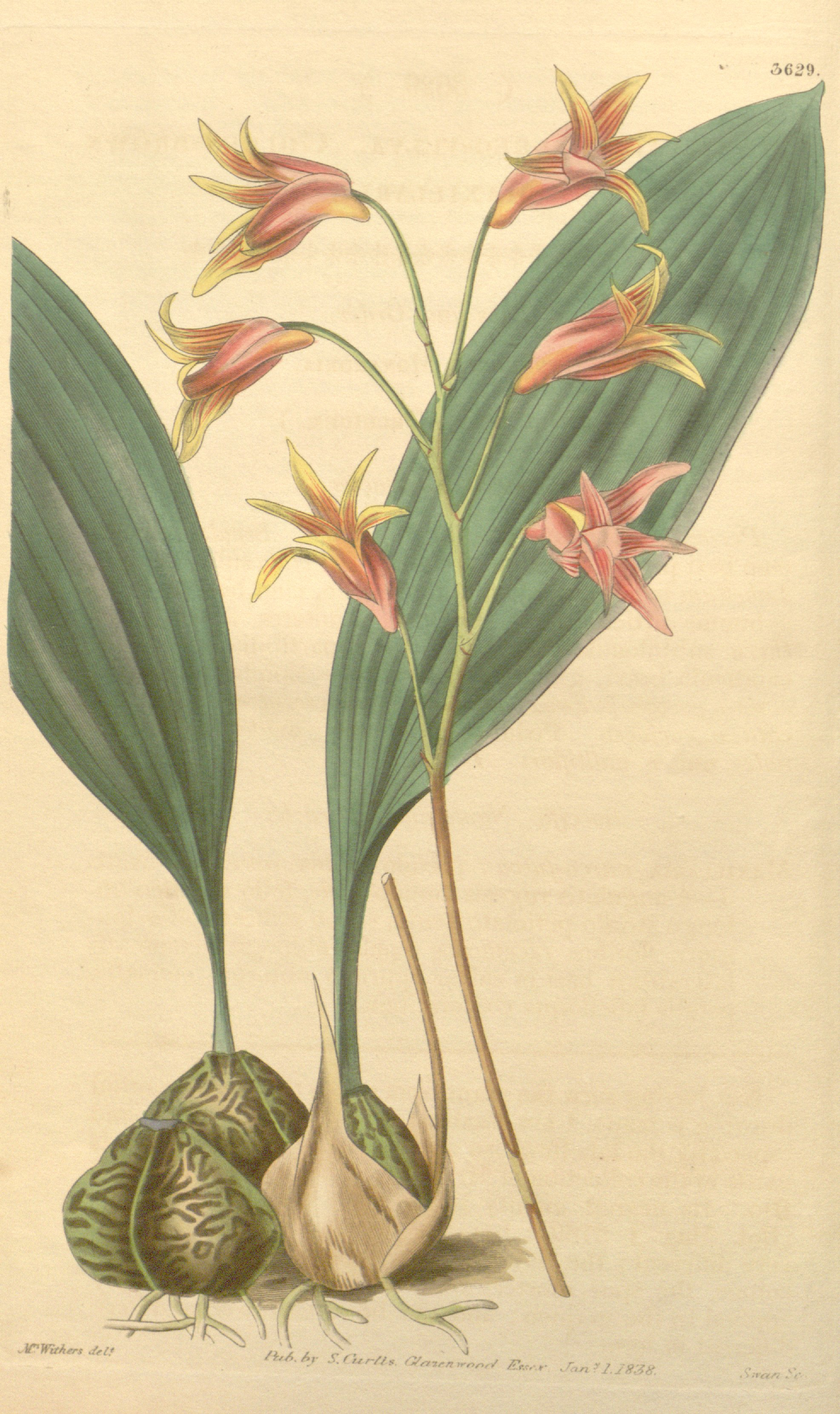